# 에스앤에스텍
에스앤에스텍(영어: S&S Tech Corp.)은 블랭크 마스크를 비롯한 반도체 및 TFT-LCD 생산에 쓰이는 핵심 재료를 생산하고 판매하는 대한민국의 기업이다.

## 역사
경북대 고분자학과 학사, 같은 대학 대학원 반도체공학 석사인 정수홍 대표이사가 한국전자기술연구소와 삼성반도체, 한려개발, 한국듀폰, 아남반도체기술, 피케이엘을 거쳐 2001년에 설립하였다.
2019년 대구시와 중소기업중앙회 대구경북지역본부가 선정하는 중소기업 대상을 수상하였다.

## 지배구조
1대 주주인 정수홍 회장이 차남인 정성훈 전무에게 2024년에 10만주(약 26억원)를 증여하여 지분율이 19.95%로 낮아졌고, 정 전무는 지분율이 0.47%에서 0.94%로 증가한 것으로 볼 때, 차남인 정 전무가 회사를 물려받고, 장남인 정시준 대표가 에스앤에스인베스트먼트(자회사)를 받는 것으로 지배구조가 정리될 것으로 예상되고 있다.

## 공장
차세대 반도체 공정 핵심 소재인 극자외선(EUV)용 블랭크마스크 양산 준비를 위해 총 417억 2,800만원 규모의 시설 투자를 경기도 용인시 처인구 소재 공장에 할 계획이다.

## 참고문헌
1. ↑  “김민기, 에스앤에스텍, 국내 최초 '투과율 90%' EUV 펠리클 개발 성공 소식에 강세”. 《파이낸셜뉴스》. 2021년 10월 6일. 2025년 8월 2일에 확인함.
2. ↑  “윤건일, 에스앤에스텍, 전략기획 담당 2세 내달 사내이사 선임…EUV 펠리클 신사업 주목”. 《전자신문》. 2021년 2월 9일. 2025년 8월 2일에 확인함.
3. ↑  에스앤에스텍 Company Analysis DS증권 2025-07-31
4. ↑  정수홍 에스앤에스텍 대표이사 비지니스포스트 2025-07-10
5. ↑  신산업은 대구를 어떻게 바꾸고 있나 7. 에스앤에스텍 뉴스민 2022-05-26
6. ↑  "지금이 기회" 승계 속도내는 회사들 뉴스톱 2025-01-16
7. ↑  에스앤에스텍, 417억원 규모 시설 투자…EUV 블랭크마스크 생산 체계 강화 디지털투데이 2024-12-04